# Metrarabdotos tuberosum
Metrarabdotos tuberosum är en mossdjursart som beskrevs av Canu och Bassler 1928. Metrarabdotos tuberosum ingår i släktet Metrarabdotos och familjen Metrarabdotosidae. Inga underarter finns listade i Catalogue of Life.